# Embarazo anembrionado
Un embarazo anembrionado, también conocido como huevo huero, es aquel donde del embrión solamente desarrolla el saco embrionario. Se caracteriza por un saco gestacional de apariencia normal, pero con ausencia de embrión. Lo más habitual es que se produzca tras la muerte del embrión que va acompañada del desarrollo del trofoblasto. Es una de las causas de aborto espontáneo.
Para su diagnóstico, el tamaño ha de ser suficiente para poder valorarse con ecografía. El criterio depende del tipo de examen de ultrasonido realizado. Un embarazo es anembrionado si una ecografía vaginal revela un diámetro medio del saco (DMS) mayor que 25 mm sin saco vitelino, o un DMS mayor de 25 mm sin embrión. Una imagen transabdominal, sin imagen transvaginal, puede ser suficiente para el diagnóstico del fracaso del embarazo temprano cuando un embrión cuya longitud cráneo-caudal es de 15 mm o más no tiene actividad cardíaca visible.